# Система вікової класифікації відеопродукції в Україні
Система вікової класифікації відеопродукції в Україні (СВКВвУ) — затверджена в Україні система оцінки змісту фільму або іншої телепередачі (серіалів, деяких інших передач) телеканалом перед його показом та визначення найбільш підхожої вікової категорії для цього фільму. Вікову категорію фільму телеканал визначає на свій розсуд, тому при показі того чи іншого фільму на двох різних каналах може стояти різна позначка.
У квітні 2023 року Національна рада України з питань телебачення і радіомовлення визнала нечинним рішення «Про затвердження Системи візуальних позначок з індексом кіновідеопродукції залежно від аудиторії, на яку вона розрахована» (із змінами) у зв'язку з набранням чинності законом «Про медіа».

## Історія прийняття
На початку січня 2016 року набула чинності нова редакція положення про прокатні посвідчення, де вперше з'явилася згадка про оновлені вікові рейтинги відеопродукції в Україні: 0+, 12+, 16+ та 18+.
Наприкінці березня 2016 року Національна рада України з питань телебачення і радіомовлення змінила візуальні позначки відеопродукції — відтоді в Україні усі дистриб'ютори відеопродукції мають позначати шкідливий для дітей контент відповідним віковим рейтингом.
Система набула чинності 6 травня 2016 року. В Україні рейтинги кінопродукції надає експертна комісія Державного агентства України з питань кіно. За цією системою для всіх показуваних фільмів та програм створене обов'язкове маркування, за допомогою якого можна визначити вікову категорію фільму.

## Категорії кіновідеопродукції
| Категорія | Позначення | Обмеження за віком | Обмеження за часом ефіру |
| --------- | ---------- | --- | ------------------------ |
| I         | 0+         | Без вікових обмежень | Відсутні                 |
| II        | 12+        | Перегляд неповнолітніми до вказаного на цензі віку дозволено разом з батьками (особами, що їх замінюють) або з їхнього дозволу | Відсутні                 |
| II        | 16+        | Перегляд неповнолітніми до вказаного на цензі віку дозволено разом з батьками (особами, що їх замінюють) або з їхнього дозволу | Відсутня                 |
| III       | 18+        | Перегляд рекомендується тільки повнолітніми глядачами                                                                          | 00:00 — 05:00            |

Будь-який фільм повинен отримати одну із трьох категорій позначками в правому нижньому куті екрану — 0+, 12+, 16+ і 18+.

### 0+
Фільми цієї категорії розраховано на глядачів будь-якого віку, зокрема й на дітей. Вони максимально прийнятні для сімейного перегляду, бо порушують теми, цікаві та зрозумілі більшості глядачів. У таких фільмах не допускаються грубість, насилля, жорстокість, непристойні вислови в будь-якій формі, показ сексу та вживання наркотиків. Реалії складної дійсності (смерть, війна, страждання, горе, жахіття тощо) мають відображатися у максимально коректній формі.

### 12+
Фільми та передачі категорії «12+» можуть містити деякі сцени, які є неприйнятними для дітей, тому їх перегляд дозволений тільки за присутності батьків або осіб, що їх замінюють. Допускається естетична демонстрація оголеного тіла без показу статевих органів, епізодичне використання грубих слів та ненормативної лексики. Такі сцени повинні бути короткими за хронометражем, зняті з використанням засобів художньої виразності, їхня необхідність обумовлена логікою сюжету.

### 16+
Ця категорія означає, що перегляд фільмів не рекомендується особам віком до 16 років, оскільки такі стрічки можуть містити сцени з обмеженим ступенем насильства та жорстокості (бійки, застосування зброї без надмірного кровопролиття, обмежене зображення нещасного випадку або катастрофи). Допускаються короткі та епізодичні зображення оголеного тіла, сцени кохання без детального показу статевих органів, використання грубих слів і ненормативної лексики, що наявні в оригіналі за задумом режисера та необхідні для розвитку сюжету.

### 18+
Фільми цієї категорії призначені тільки для дорослих, тому перегляд їх рекомендується тільки повнолітніми глядачами. До цієї категорії належать фільми з високим ступенем насильства, жорстокості, зображення катастроф, жахів, відвертого показу оголеного тіла, імітації інтимних стосунків. Їхня наявність повинна бути виправдана логікою сюжету та втілена на екрані з максимальним ступенем умовності.
З 15 вересня 2003 по 5 травня 2016 року усі три категорії фільмів позначалися зеленим колом, жовтим трикутником та червоним квадратом відповідно.

## Причини запровадження подібного маркування
Причина запровадження подібного маркування — не тільки проінформувати попередньо глядача про вікову категорію фільму (або батьків), але й запобігти показу еротики або жахів на телебаченні в денний час. Такі випадки періодично траплялися в історії українського телебачення. Рішення про запровадження маркування було ухвалено 14 травня 2003 року указом Президента України «Про невідкладні додаткові заходи щодо зміцнення моральності у суспільстві та утвердження здорового способу життя».